# ISO 3166-2:BI
ISO 3166-2:BI – kody ISO 3166-2 dla Burundi. 
Kody ISO 3166-2 to część standardu ISO 3166 publikowanego przez Międzynarodową Organizację Normalizacyjną. Kody te są przypisywane głównym jednostkom podziału administracyjnego, takim jak np. województwa czy stany, każdego kraju posiadającego kod w standardzie ISO 3166-1. 
Aktualnie (2017) dla Burundi zdefiniowano kody dla 18 prowincji.
Pierwsza część oznaczenia to kod Burundi zgodnie z ISO 3166-1, natomiast druga część oznaczenia znajdująca się po myślniku to dwuliterowy kod jednostki administracyjnej. 

## Kody ISO
| Kod ISO | Nazwa jednostki administracyjnej | Rodzaj jednostki administracyjnej |
| ------- | -------------------------------- | --------------------------------- |
| BI-BB   | Prowincja Bubanza                | prowincja                         |
| BI-BM   | Prowincja Bujumbura Mairie       | prowincja                         |
| BI-BL   | Prowincja Bujumbura Rural        | prowincja                         |
| BI-BR   | Prowincja Bururi                 | prowincja                         |
| BI-CA   | Prowincja Cankuzo                | prowincja                         |
| BI-CI   | Prowincja Cibitoke               | prowincja                         |
| BI-GI   | Prowincja Gitega                 | prowincja                         |
| BI-KR   | Prowincja Karuzi                 | prowincja                         |
| BI-KY   | Prowincja Kayanza                | prowincja                         |
| BI-KI   | Prowincja Kirundo                | prowincja                         |
| BI-MA   | Prowincja Makamba                | prowincja                         |
| BI-MU   | Prowincja Muramvya               | prowincja                         |
| BI-MY   | Prowincja Muyinga                | prowincja                         |
| BI-MW   | Prowincja Mwaro                  | prowincja                         |
| BI-NG   | Prowincja Ngozi                  | prowincja                         |
| BI-RM   | Prowincja Rumonge                | prowincja                         |
| BI-RT   | Prowincja Rutana                 | prowincja                         |
| BI-RY   | Prowincja Ruyigi                 | prowincja                         |